# Lipnice nad Sázavou (zamek)
Zamek Lipnice w Lipnicy nad Sázavou – jeden z największych zamków w Czechach. Wybudował go około roku 1310 możny ród Lichtenburgów, na początku XVI w. przebudowali go Trčkowie z Lípy.

## Historia
Pierwsza wzmianka o zamku pochodzi z 1316 roku. Zamek Lipnice był strażnicą w dolinie rzeki Sázavy na początku XIV w. Zbudowano go na wzgórzu. Taka lokalizacja umożliwiała obserwację znacznej powierzchni, sięgającej po Góry Żelazne i Žďárské vrchy. Poniżej zamku znajdowało się miasto, dzisiejsza Lipnice nad Sázavou, miejsce związane obecnie z osobą pisarza Jaroslava Haška. Zamek i miasto założyli panowie z Lichtenburga. W czasach późniejszych Lipnice należała do rodów szlacheckich i królów czeskich. W 1417 roku w lipnickiej kaplicy zamkowej (za panowania Čeňka z Vartemberka) wyświęcono pierwszych husyckich księży. W czasie niemal dwustuletniego panowania husyckich rycerzy Trčków z Lípy, doszło do przebudowy zamku na późnogotycką rezydencję zamkową.
Od XVIII w. zamek popadał w ruinę, a w roku 1869 cały spłonął. W XX wieku był częściowo odbudowany. Niektóre prace przebiegają współcześnie (pocz. XXI w.).
Zwiedzającym umożliwiono obejrzenie monumentalnej architektury zamkowej, udostępniono zbiór gotyckich kafli, gotycką kaplicę św. Wawrzyńca (przebudowaną w baroku) oraz piwnice, w których znajdują się pozostałości sali biesiadnej, głęboka studnia zamkowa i dawne więzienie. Zamek stanowi doskonały punkt widokowy.